# Di Linhplateau
Het Di Linhplateau is een plateau in het zuidoosten van Vietnam. Het omvat de gehele provincie Lâm Đồng en kan verdeeld worden in twee delen. Het noorden van het plateau is relatief vlak, het zuiden kenmerkt zich door bergen, heuvels en smalle valleien. Deze zijn vooral terug te vinden in het districten Bảo Lộc en Di Linh. Het plateau heeft een gemiddelde hoogte van 1000 meter boven de zeespiegel.
Het klimaat op het plateau is uitermate geschikt voor de teelt van thee en koffie.